# Elberfelder Schachgesellschaft 1851
Die Elberfelder Schachgesellschaft 1851 (ESG 1851) ist einer der ältesten Schachvereine Deutschlands. Er wurde 1851 gegründet in Elberfeld (heute zu Wuppertal).

## Geschichte
Gegründet wurde die Elberfelder Schachgesellschaft 1851 im Nachklang des großen Erfolges von Adolf Anderssen, „dem Altmeister deutscher Schachspielkunst“. Der Verein spielte zusammen mit dem Düsseldorfer Schachverein von 1854 und dem Krefelder Schachklub eine maßgebliche Rolle bei der Gründung des Westdeutschen Schachbundes, des wichtigsten Vorläufers des Deutschen Schachbundes, der ab 1861 die sogenannten Rheinischen Schachkongresse ausrichtete. Als Düsseldorf erstmals 1865 nicht Veranstaltungsort war, wurde der Kongress in Elberfeld abgehalten (Sieger war Gustav Neumann).
Ein lokaler Konkurrent des Elberfelder Vereins war lange Zeit der ähnlich traditionsreiche Barmer SV 1865.
Mit dem Zweiten Weltkrieg verlor die Elberfelder Schachgesellschaft mit dem Spiellokal auch Teile ihres Archivs. Das Casino wurde nach dem Krieg nicht wieder aufgebaut. Es setzte eine Phase mit häufigeren Spielortwechseln ein. 
Nach der Wiedervereinigung trug der Verein zum Aufbau der Frauen-Bundesliga bei. Die Elberfelder Schachgesellschaft gewann von 1993 bis 1999 insgesamt sechsmal die Deutsche Frauenmannschaftsmeisterschaft. Der Verein ist Rekordsieger bei den Deutschen Frauenmeisterschaften im Blitzschach und gewann den Titel zwischen 1992 und 1997 sechsmal in Folge. Einer der Höhepunkte war die Austragung einer Finalrunde des Europapokals in Wuppertal. In der Saison 1999/2000 zog die Elberfelder SG als amtierender Deutscher Meister ihre Mannschaft aus der Frauen-Bundesliga zurück. 
In der Spielsaison 2022/23 nimmt der Verein mit vier Seniorenmannschaften und einer Jugendmannschaften am Spielbetrieb teil. Die erste Mannschaft spielt in der NRW-Liga, der vierthöchsten deutschen Spielklasse.